# Bennie K
Le Bennie K (spesso reso graficamente come BENNIE K) sono un gruppo femminile j-urban, composto dalla rapper Cico e dalla cantante Yuki, entrambe amanti della musica hip-hop americana. Si sono conosciute a Los Angeles e hanno esordito nel gennaio del 2001 con il singolo Melody, pubblicato sotto l'etichetta For Life Music. Le loro canzoni di solito combinano il giapponese con l'inglese. Il loro quarto album si è posizionato primo nella classifica degli album Oricon.  
Il nuovo singolo, dal titolo Monochrome è stato pubblicato il 20 febbraio scorso.

## Discografia

### Album in studio
- [24.07.2002] Cube - #235
- [05.11.2003] essence - #124
- [04.11.2004] Synchronicity - #5
- [09.11.2005] Japana-rhythm - #1
- [23.05.2007] The World - #3

### EP
- [08.05.2004] The Bennie K Show - #48
- [02.08.2006] The Bennie K Show ~on the floor Hen~ - #5

### DVD
- [10.05.2006] Trippin' Channel: Live Japana-rhythm
- [06.09.2006] Bennie K Show: ~On The Floor Hen~